# 심해 열수구

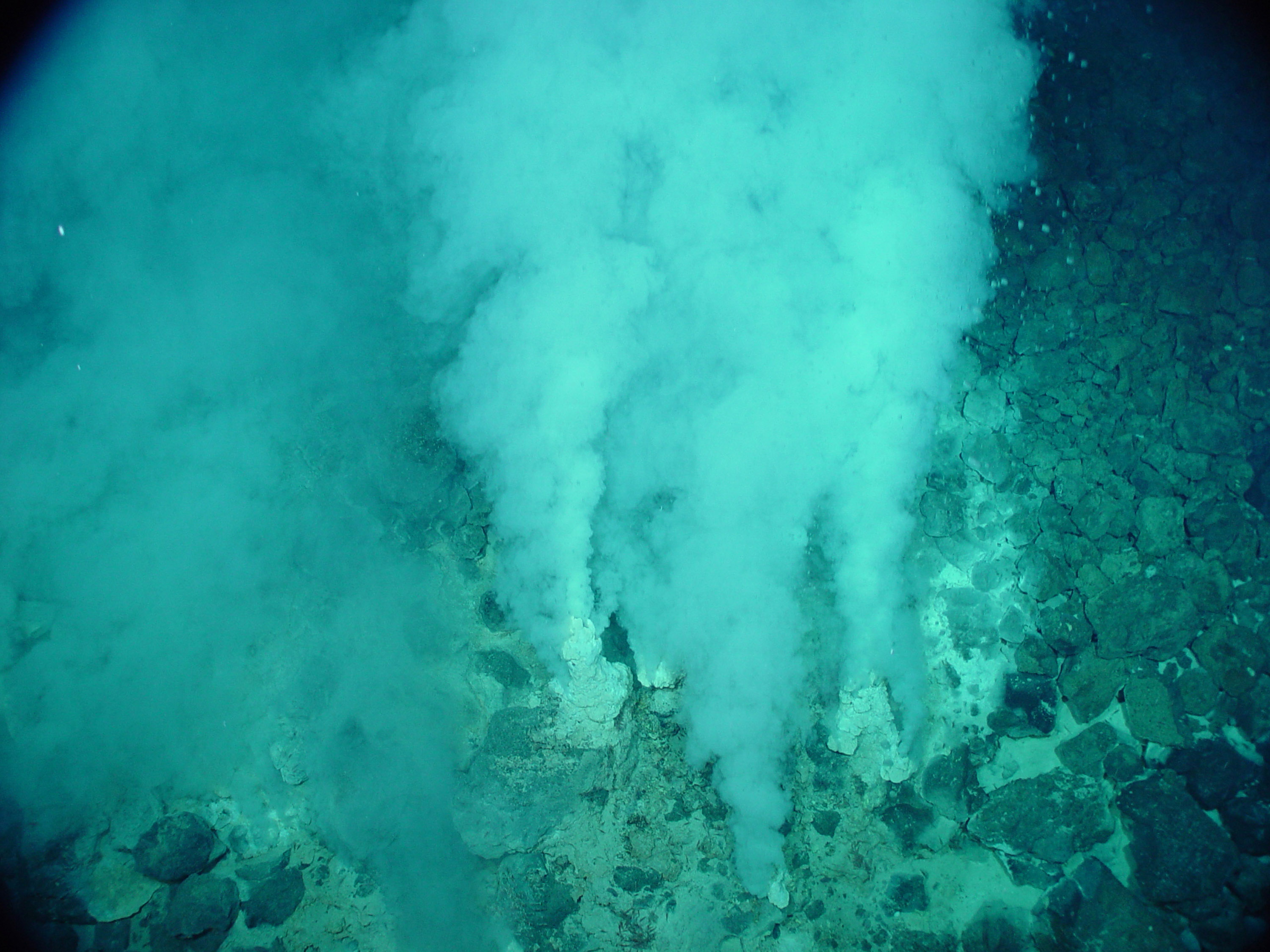
심해열수구

심해 열수구 가설은 생명의 기원에 관한 가설 중 현재 과학계에서 가장 유력한 것으로 받아들여지고 있다. 1977년에 잠수함을 통한 바다속의 해저열수구 탐사를 통해 과학자들은 이곳이 생명의 기원이었을지도 모른다는 가설을 제시하였다. 초기의 유기물들은 이 열수구 주위의 황철석 표면에서 생성되었으며, 대부분의 화학적 진화가 이곳에 축적된 유기물 층에서 이루어졌을 것으로 여겨진다. 이 유기물 층에서 일어난 반응은 생명체 내에서 일어나는 대사 활동과 흡사했으며, 생성물들은 초기 세포로 진화했을 것이라는 것이 이론의 입장이다. 실제로 섭씨 100도가 넘는 해저 열수구에서 고미생물인 초호열성 메탄생성균이 살고 있어 생명 탄생설을 뒷받침한다. 이러한 해저 열수구 주변의 독립영양 박테리아들이 열수구에서 뿜어져 나오는 황성분을 영양분으로 사용하는 것처럼, 초기 세포들도 이러한 물질들을 에너지로 사용했을 것으로 보고 있다.

## 같이 보기
- 화학진화
- 분자생물학의 중심원리
- 인공 세포
- 자연 발생설
- 행성 거주가능성
- 생명의 기원